# Stanisław Barcikowski (malarz)

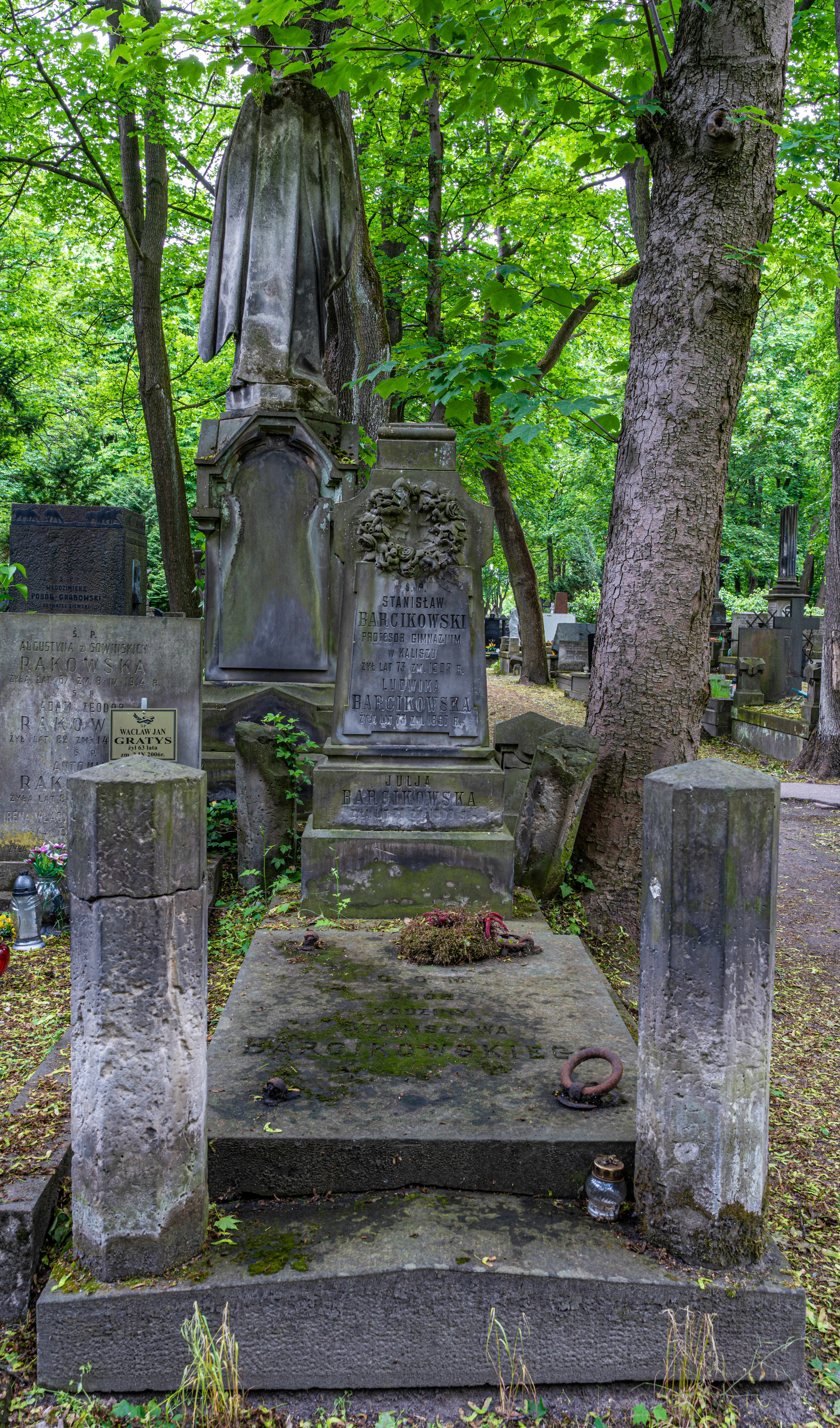
Grób Stanisława Barcikowskiego na cmentarzu Powązkowskim

Stanisław Barcikowski (ur. ok. 1832 w Kaliszu, zm. 1903) – polski malarz. 
W latach 1846–1852 studiował w Szkole Sztuk Pięknych w Warszawie. Po ukończeniu studiów został nauczycielem rysunku i kaligrafii w kaliskim gimnazjum męskim; jego uczniami byli m.in. Alfred Kowalski i Stanisław Masłowski. 
Jego obrazy znajdują się w kaliskich kościołach; namalował obrazy Matkę Boską Bolesną i Świętą Helenę znajdujące się w kaplicy Męki Pańskiej w klasztornym kościele św. Stanisława Biskupa i Męczennika w Kaliszu. Ilustrował m.in. Album kaliskie (1858) Edwarda Staweckiego. 
Jest pochowany na cmentarzu Powązkowskim (kwatera 83-5-1).